# Dondonne
Dondonne est un village du Togo située dans la préfecture de Bassar, dans la région de la Kara.

## Géographie
Dondonne est situé à environ 62 km de Bassar, chef lieu de la préfecture.

## Population
La population est formée majoritairement par l'ethnie Moba, dont la pratique religieuse est l'animisme.

## Vie économique
- Marché paysan

## Lieux publics
- Infirmerie